# Jason Momoa
Jason Momoa (anglès: Joseph Jason Namakaeha Momoa)  (Honolulu, 1 d'agost de 1979) és un actor i model estatunidenc.

## Biografia
El 1998, després d'haver estat vivint a Iowa, va tornar a Hawaii, on fou descobert pel dissenyador internacional Takeo i començà la seva carrera com a model. El 1999 guanyà el premi al model hawaià de l'any i organitzà el concurs Miss Teen Hawaii.
Com a actor, Momoa és conegut pels seus papers en televisió com a Frankie Seau a North Shore (2004), Ronon Dex a Stargate Atlantis (2005-2009) i com a Khal Drogo a Game of Thrones (2011).

### Vida personal
És el nebot dels surfistes Brian Keaulana i Keaulana Rusty. Va conèixer l'actriu Lisa Bonet el 2005, i el 23 de juliol van tenir una filla: Lola Iolani Momoa. El 15 de desembre de 2008 Bonet i Momoa van tenir un fill: Nakoa-Wolf Manakauapo Namakaeha Momoa. El naixement fou anunciat per primer cop per la mare de Momoa als fòrums de fans de la seva pàgina web oficial. Va dir que nakoa significa "guerrer" i Mana significa "força/esperit", mentre que Kaua significa "pluja" i Po "fosc", i tot està relacionat amb les circumstàncies que va haver-hi durant el naixement (va néixer en una estranya nit de mal temps a Los Angeles).

## Filmografia

### Cinema
| Year | Títol                                         | Paper                  | Director             | Notes                                   | Ref(s) |
| ---- | --------------------------------------------- | ---------------------- | -------------------- | --------------------------------------- | ------ |
| 2004 | Vacances en família                           | Navarro                | Christopher Erskin   |                                         |        |
| 2007 | Pipeline                                      | Kai                    | Jordan Alan          |                                         |        |
| 2011 | Conan the Barbarian                           | Conan                  | Marcus Nispel        |                                         |        |
| 2012 | Bullet to the Head                            | Keegan                 | Walter Hill          |                                         |        |
| 2014 | Road to Paloma                                | Robert Wolf            | Ell mateix           | També director, productor i coguionista | [ 1 ]  |
| 2014 | Debug                                         | Iam                    | David Hewlett        |                                         |        |
| 2014 | Wolves                                        | Connor                 | David Hayter         |                                         |        |
| 2016 | Batman contra Superman: L'alba de la justícia | Arthur Curry / Aquaman | Zack Snyder          | Cameo                                   | [ 2 ]  |
| 2016 | Sugar Mountain                                | Joe Bright             | Richard Gray         |                                         | [ 3 ]  |
| 2017 | Once Upon a Time in Venice                    | Spyder                 | Mark i Robb Cullen   |                                         | [ 4 ]  |
| 2017 | The Bad Batch                                 | Miami Man              | Ana Lily Amirpour    |                                         | [ 5 ]  |
| 2017 | Justice League                                | Arthur Curry / Aquaman | Zack Snyder          |                                         |        |
| 2018 | Braven                                        | Joe Braven             | Lin Oeding           | També productor                         |        |
| 2018 | Aquaman                                       | Arthur Curry / Aquaman | James Wan            |                                         |        |
| 2019 | La Lego pel·lícula 2                          | Arthur Curry / Aquaman | Mike Mitchell        | Veu                                     |        |
| 2020 | Dune                                          | Duncan Idaho           | Denis Villeneuve     | Postproducció                           |        |
| 2021 | Sweet Girl                                    | Cooper                 | Brian Andrew Mendoza |                                         |        |
| 2023 | Aquaman II                                    | Arthur Curry / Aquaman | James Wan            |                                         |        |

### Televisió
| Any          | Títol                        | Paper                  | Notes                                 | Ref.  |
| ------------ | ---------------------------- | ---------------------- | ------------------------------------- | ----- |
| 1999–2001    | Baywatch: Hawaii             | Jason Ioane            | 38 episodis                           |       |
| 2003         | Baywatch: Hawaiian Wedding   | Jason Ioane            | Telefilm                              |       |
| 2003         | Tempted                      | Kala                   | Telefilm                              |       |
| 2004–2005    | North Shore                  | Frankie Seau           | 21 episodis                           |       |
| 2005–2009    | Stargate Atlantis            | Ronon Dex              | 73 episodis                           |       |
| 2009         | The Game                     | Roman                  | 4 episodis                            |       |
| 2011–2012    | Game of Thrones              | Khal Drogo             | 11 episodis                           | [ 6 ] |
| 2014–2015    | The Red Road                 | Phillip Kopus          | 12 episodis                           | [ 7 ] |
| 2014–2015    | Drunk History                | Diversos               | 2 episodis                            |       |
| 2016–2018    | Frontier                     | Declan Harp            | 18 episodis; també productor executiu | [ 8 ] |
| 2018         | Saturday Night Live          | Ell mateix (amfitrió)  | Episodi: "Jason Momoa/Mumford & Sons" |       |
| 2019         | Els Simpsons                 | Ell mateix (veu)       | Episodi: “The Fat Blue Line”          |       |
| 2019–present | See                          | Baba Voss              | 8 episodis                            | [ 9 ] |
| 2021         | Zack Snyder's Justice League | Arthur Curry / Aquaman | 4 episodis                            |       |